# Tomicus
Genre
Tomicus est un genre d'insectes de l'ordre des coléoptères de la sous-famille des Scolytinae. Ce charançon ravageur s'attaque aux pins.

## Liste d'espèces rencontrées en Europe
- Tomicus destruens (Wollaston, 1865)
- Tomicus minor (Hartig, 1834)
- Tomicus piniperda (Linnaeus, 1758)

## Synonymes
- Blastophagus Eichhoff, 1864
- Myelophilus Eichhoff, 1878

## Liste d'espèces
Selon Catalogue of Life (30 août 2014) :
- Tomicus acanthurus
- Tomicus adusticollis
- Tomicus aemulus
- Tomicus affinis
- Tomicus alpinus
- Tomicus amitinus
- Tomicus angulatus
- Tomicus asper
- Tomicus assamensis
- Tomicus austriacus
- Tomicus avulsus
- Tomicus balsameus
- Tomicus bidens
- Tomicus bistridentatus
- Tomicus blandfordi
- Tomicus bonanseai
- Tomicus brevipilosus
- Tomicus cacographus
- Tomicus caelatus
- Tomicus calcaratus
- Tomicus calligraphus
- Tomicus chalcographus
- Tomicus chloroticus
- Tomicus confusus
- Tomicus coryli
- Tomicus cribricollis
- Tomicus curvidens
- Tomicus decolor
- Tomicus decretus
- Tomicus dentatus
- Tomicus destruens
- Tomicus dohrni
- Tomicus elongatus
- Tomicus emarginatus
- Tomicus erosus
- Tomicus eruditus
- Tomicus fallax
- Tomicus flavipennis
- Tomicus flavus
- Tomicus fukiensis
- Tomicus fuscipennis
- Tomicus fuscus
- Tomicus grandicollis
- Tomicus gulosus
- Tomicus heterodon
- Tomicus heydeni
- Tomicus hirsutus
- Tomicus hudsonicus
- Tomicus infucatus
- Tomicus integer
- Tomicus interpunctus
- Tomicus interstitialis
- Tomicus laricis
- Tomicus latidens
- Tomicus liminaris
- Tomicus lipperti
- Tomicus longifolia
- Tomicus longipennis
- Tomicus mali
- Tomicus mannsfeldi
- Tomicus marshami
- Tomicus materiarius
- Tomicus mexicanus
- Tomicus micrographus
- Tomicus minor
- Tomicus monographus
- Tomicus montanus
- Tomicus nigripennis
- Tomicus nobilis
- Tomicus oblitus
- Tomicus omissus
- Tomicus oregonis
- Tomicus pallidus
- Tomicus pallipes
- Tomicus pennidens
- Tomicus perexiguus
- Tomicus perforans
- Tomicus perturbatus
- Tomicus pilifer
- Tomicus pini
- Tomicus piniperda
- Tomicus plastographus
- Tomicus polygraphus
- Tomicus praefrictus
- Tomicus praemorsus
- Tomicus proximus
- Tomicus psilonotus
- Tomicus pubescens
- Tomicus pusillus
- Tomicus radiatae
- Tomicus rectangulus
- Tomicus rectus
- Tomicus ribbentropi
- Tomicus robustus
- Tomicus rubescens
- Tomicus rubripennis
- Tomicus shoreae
- Tomicus spinifer
- Tomicus subelongatus
- Tomicus thoracicus
- Tomicus truncatus
- Tomicus trypanaeoides
- Tomicus typographus
- Tomicus villosus
- Tomicus vorontzowi
- Tomicus wieslanderi

Selon NCBI (30 août 2014) :
- Tomicus armandii
- Tomicus brevipilosus
- Tomicus destruens
- Tomicus minor
- Tomicus piniperda
- Tomicus yunnanensis